# Кампов Павло Федорович
Кампов Павло Федорович (*21 вересня 1929, село Ділок, Підкарпатська Русь) — публіцист, громадський діяч, радянський дисидент.

## Біографія
Народився в селі Ділок (нині село Мукачівського району Закарпатської області). Закінчив Мукачівський кооперативний технікум (1949). У 1949–1950 роках працював бухгалтером Міжгірської райспоживспілки, у 1951 році — учитель математики Нересницької середньої школи, 1952–1960 — директор Дубівської восьмирічної школи Тячівського району.
1958 року закінчив математичний факультет Ужгородського університету. Впродовж 1960–1970 років — методист, завідувач кабінету Закарпатського інституту вдосконалення кваліфікації вчителів, а за сумісництвом — у 1968–1970 викладач математики Ужгородського університету. Закінчив аспірантуру в Українському НДІ педагогіки у Києві (1969; підготував кандидадську дисертацію, але не захистив її через арешт).
Під час виборів до Верховної Ради СРСР 14 червня 1970 частина виборців (за твердженням слідчого КДБ при Раді міністрів УРСР — 37 тис.) викреслила призначених Комуністичною партією України кандидатів у депутати і вписала прізвище Кампова, рекомендованого до обрання з-поміж чотирьох осіб анонімними летючками, масово поширеними напередодні виборів. 16 червня 1970 Кампова заарештували, звинуватили в спробі створення «Партії національного відновлення Підкарпатської Русі», усній антирадянській пропаганді, написанні наклепницького листа в ЦК КПРС та статті «25 років надій і розчарувань» під псевдонімом Петро Подкарпатський про упосліджене становище Закарпатської України у складі СРСР.
25 грудня 1970 таємним засіданням Закарпатського обласного суду Павло Кампов був засуджений до 6 років таборів суворого режиму і заслання на 3 роки. В ув'язненні став інвалідом другої групи у зв'язку з падінням зору. 18 квітня 1977 звільнений із заслання за станом здоров'я. Був безробітним, працював економістом на меблевій фабриці товариства глухонімих та в Радванському кар'єрі у Львівській області. Продовжував опозиційну діяльність. Підтримував зв'язки з колишніми політв'язнями, Андрієм Сахаровим, Українською громадською групою сприяння виконанню Гельсінкських угод.
13 липня 1981 — черговий арешт і звинувачення в незаконному отриманні пенсії за інвалідністю — установленою, однак, перед тим шістьма комісіями: у таборі в Томську (нині місто в Російській Федерації) та Ужгороді. Вирок — 10 років таборів суворого режиму з конфіскацією майна і засланням на 3 роки. В таборах писав звернення, заяви, статті, передавав їх на волю, окремі публікувалися за кордоном. Влаштовував протестні голодування. За це його жорстоко карали. Так, у таборі ОР-216/3 (Кіровська область, нині Російська Федерація) він відсидів у карцері понад 500 діб та ще півроку у внутрішній табірній тюрмі.
Завдяки протестам української та світової громадськості 30 серпня 1989 звільнений, а 1991 реабілітований. Вступив у Народний рух України.
До 1992 не міг влаштуватися на роботу. У 1992–1994 роках працював провідним спеціалістом відділу в справах національностей Закарпатської облдержадміністрації, у 1996–1997 роках — референтом народного депутата, з грудня 1999 до січень 2007 — секретарем комісії з питань поновлення прав реабілітованих Закарпатської обласної ради. Від 1997 очолює Ужгородську міськрайонну організацію Товариства політв'язнів і репресованих.
Член Національної спілки журналістів України (2003). Нагороджений орденом «За заслуги» III ступеня (2004).
Мешкає в Ужгороді.

## Твори
Павло Кампов — автор трьох книг:
- Рідна земле, мій притулку і плахо: Спогади політв'язня брежнєвсько-андроповських ГУЛАГів. — Ужгород, 2001.
- Наша доля — мій неспокій. — Ужгород, 2003.
- Чорне жало виходить зі схованки. — Ужгород, 2004.

Автор 265 статей, серед яких:
- Лист політичного засланця Павла Кампова до Суслова. — «Сучасність», 1977, № 7-8.
- Закарпаття у щупальцях великодержавних шовіністів. — «Сучасність», 1982, № 4-5.
- Роки переслідувань і знущань. — «Сучасність», 1987, № 7-8.
- Подкарпатський П. 25 років надій і розчарувань. — «Русинський світ», т. 1. 1999.